# Franziska Heller
Franziska Heller (* 1979) ist eine deutsche Medienwissenschaftlerin und Hochschullehrerin.

## Leben
Sie studierte Film- und Fernsehwissenschaft, Theaterwissenschaft und allgemeine und vergleichende Literaturwissenschaft an der Universität Bochum (Magistra Artium). 2009 wurde sie ebenda promoviert. Sie war bis 2015 wissenschaftliche Mitarbeiterin am Seminar für Filmwissenschaft der Universität Zürich, wo sie 2018 habilitiert wurde. Sie war von 2020 bis 2021 Senior Fellow bei der Kolleg-Forschungsgruppe Cinepoetics an der FU Berlin sowie von 2019 bis 2020 FONTE-Gastprofessorin an der Filmuniversität Babelsberg. 2021 wurde sie auf die Professur für Medienwissenschaft (Schwerpunkt Medien und digitale Kulturen) an der Martin-Luther-Universität Halle-Wittenberg berufen.
Ihre Forschungsgebiete sind (digitale) Mediengeschichte und Dynamiken der Medienhistoriografie: Medien in der Transition von ‚analog‘ zu ‚digital‘ und grundsätzlich in der speziellen Dynamik des (permanenten) digitalen Wandels, medialisierte, digitale Erinnerungs- und affektive Kommunikationskulturen – bes. mit und von Bildern und Bewegtbildern, digitale Pragmatiken der Überlieferung und des Zugangs: digitale Restaurierung und Bildbearbeitungsethik; (digitale) Kuratierung, Präsentation, Edition und Archivierung von Audiovisionen, Medien-, Film- und Fernsehästhetik: Mediale Spannungs- und Affektdramaturgien; Wahrnehmungstheorien, sinnliche Erfahrungsbildung, bes. phänomenologische Erzähl- und Körpertheorien, digitale Methoden und Open Science in der Medienwissenschaft und Mediendispositive und mediale Gebrauchsformen zwischen öffentlichen und privaten Sphären (bes. während der Covid-19-Pandemie).

## Schriften (Auswahl)
- Filmästhetik des Fluiden. Strömungen des Erzählens von Vigo bis Tarkowskij, von Huston bis Cameron. Paderborn 2010, ISBN 978-3-7705-4949-8.
- Alfred Hitchcock. Einführung in seine Filme und Filmästhetik. Paderborn 2015, ISBN 3-7705-5783-2.
- Update! Film- und Mediengeschichte im Zeitalter der digitalen Reproduzierbarkeit. Paderborn 2020, ISBN 3-7705-6460-X. hsozkult.de